# Darius Alexander
Darius Jeavion Alexander (Fort Wayne, 26 agosto 2000) è un giocatore di football americano statunitense che milita nel ruolo di defensive tackle per i New York Giants della National Football League (NFL).

## Primi anni
Alexander nacque a Fort Wayne, Indiana. Frequentò la Wayne High School, dove giocò come defensive lineman, totalizzando 87 tackle e 10 sack nell’ultima stagione, venendo premiato come giocatore dell’anno della Summit Athletic Conference. Per due volte fu inserito inoltre nella formazione ideale dello stato. Anche se era considerato uno dei migliori trenta giocatori della sua classe in Indiana, ricevette solamente due offerte di borse di studio sportive, optando per giocare con i Toledo Rockets.

## Carriera universitaria
Nella sua prima stagione a Toledo, Alexander non disputò alcuna partita. Nel 2020 giocò 6 gare, con 9 tackle. Nel 2021 scese in campo in tutte le 13 partite, mettendo a segno 21 placcaggi. Divenne stabilmente titolare nel 2023, totalizzando 36 tackle e 4 sack, con i Rockets che vinsero il titolo di division con un record di 11–3. Per le sue prestazioni fu inserito nella terza formazione ideale della Mid-American Conference (MAC). Nel 2024 concluse con 40 placcaggi e 3,5 sack, venendo inserito nella seconda formazione ideale della MAC. Nell’ultima partita nel college football, contro Pittsburgh, ritornò un intercetto in touchdown.

## Carriera professionistica

### New York Giants
Alexander fu scelto dai New York Giants nel corso del terzo giro (65º assoluto) del Draft NFL 2025.